# Ciklooksigenaza
Ciklooksigenaza (COX) je enzim (EC 1.14.99.1) koji je odgovoran za formiranje važnih bioloških posrednika zvanih prostanoidi, među kojima su prostaglandini, prostaciklini i tromboksan. Farmakološka inhibicija COX-a može da proizvede olakšavanje simptoma inflamacije i bola. Nesteroidni antiinflamatorni lekovi, poput aspirina i ibuprofena, deluju putem COX inhibicije. Imena "prostaglandin sintaza (PHS)" i "prostaglandin endoperoksid sintetaza (PES)" su još uvek u upotrebi za COX.

## Funkcija
konvertuje arahidonsku kiselinu (AA, ω-6 ) do prostaglandina H2 (2), prekurzora serije-2 prostanoida. Ovaj enzim sadrži dva aktivna mesta: hem sa peroksidaznim dejstvom, koje je odgovorno za redukciju PGG2 do 2, i ciklooksigenazno mesto, gde se arahidonska kiselina konvertuje u hidroperoksi endoperoksid prostaglandin 2 (2). Reakcija obuhvata oduzimanje H atoma sa arahidonske kiseline tirozinskim radikalom koji formira peroksidazno aktivno mesto. Dva O2 molekula zatim reaguju sa arahidonskim anjonom, proizvodeći PGG2.
Trenutno su tri COX izoenzima poznata: COX-1, COX-2, i COX-3. COX-3 is a splajsna varijanta COX-1, koja zadržava intron jedan i ima mutaciju okvira čitanja; tako da se koristi i ime COX-1b ili COX-1 varijanta (COX-1v).
Različita tkiva izražavaju promenljive nivoe COX-1 i COX-2. Mada oba enzima deluju na isti načini, selektivna inhibicija može da proizvede različite nuspojave. COX-1 se smatra konstitutivnim enzimom, koji se nalazi u većini tkiva sisara. COX-2, s druge strane se ne može detektovati u većini normalnih tkiva. On je induktivni enzim, koji postaje izobilan u aktiviranim makrofagama i drugim ćelijama na mestima inflamacije. Nedavno je bilo pokazano da je on povišeno izražen u raznim karcinomima i da ima centralnu ulogu u tumorigenezi.
COX-1 i -2 (poznati i kao PGHS-1 i -2) takođe oksigenuju dve druge esencijalne masne kiseline -  (ω-6) i  (ω-3) - da proizvedu prostanoide serije-1 i serije-3, koji su manje inflamatorni od članova serije-2. DGLA i EPA su kompetitivni inhibitori sa AA-om za COX put. Ova inhibicije je glavni mod dejstva kojim dijetarni izvori DGLA i EPA (npr., boražina, riblje ulje) redukuju inflamaciju.

## Literatura
- Nicholas C. Price; Lewis Stevens (1999). Fundamentals of Enzymology: The Cell and Molecular Biology of Catalytic Proteins (Third изд.). USA: Oxford University Press. ISBN 019850229X.
- Eric J. Toone (2006). Advances in Enzymology and Related Areas of Molecular Biology, Protein Evolution (Volume 75 изд.). Wiley-Interscience. ISBN 0471205036.
- Branden C; Tooze J. Introduction to Protein Structure. New York, NY: Garland Publishing. ISBN 0-8153-2305-0.
- Irwin H. Segel. Enzyme Kinetics: Behavior and Analysis of Rapid Equilibrium and Steady-State Enzyme Systems (Book 44 изд.). Wiley Classics Library. ISBN 0471303097.
- William P. Jencks (1987). Catalysis in Chemistry and Enzymology. Dover Publications. ISBN 0486654605.
- Silva, Pedro J.; Fernandes, Pedro A.; Ramos, Maria J. (2003). „A theoretical study of radical-only and combined radical/Carbocationic mechanisms of arachidonic acid cyclooxygenation by prostaglandin H synthase”. Theoretical Chemistry Accounts: Theory, Computation, and Modeling (Theoretica Chimica Acta). 110 (5): 345—351. S2CID 95285078. doi:10.1007/s00214-003-0476-9.

## Spoljašnje veze
- Ciklooksigenaza
- Cyclooxygenase на 
- GONUTS: ciklooksigenaza